# Wspólnota administracyjna Welzheim
Wspólnota administracyjna Welzheim – wspólnota administracyjna (niem. Vereinbarte Verwaltungsgemeinschaft) w Niemczech, w kraju związkowym Badenia-Wirtembergia, w rejencji Stuttgart, w regionie Stuttgart, w powiecie Rems-Murr. Siedziba wspólnoty znajduje się w mieście Welzheim, przewodniczącym jej jest Hermann Holzner.
Wspólnota administracyjna zrzesza jedno miasto i jedną gminę wiejską:
- Kaisersbach, 2 651 mieszkańców, 27,94 km²
- Welzheim, miasto, 11 025 mieszkańców, 37,99 km²